# Livet ifølge Anton
|  | Denne artikel er oprettet af botten Steenthbot ud fra en ekstern database. Den kan derfor have sproglige fejl eller mangler. Denne skabelon kan fjernes efter kontrol af indholdet. |

Livet ifølge Anton er en dansk dokumentarfilm fra 2016 instrueret af Iben Haahr Andersen.

## Handling
Anton er 87. Han har arvet gården, som tiden næsten har taget. De 9 køer lever så længe Anton gør. Det er en pagt. Anton lever i fortiden. Hans tid med køerne, døgnets timer og årets gang, er hans eneste nutid. Den er cyklisk og smuk; livet har sin evighed i naturens gentagelser, men slægtsgården er nu en ruin, vildvinen har presset ruderne ind til den fine stue og snor sig om møblerne - her har ingen siddet i årtier - og i hans lille stue og soveværelse spiller rotterne på bord og gulv. Familie og naboer holder af den gamle, stædige mand, men de er også bekymrede. For ham og for dyrene. Snart kan de offentlige myndigheder ikke lade den gamle mand være mere. Der må gribes ind. Anton sætter velfærdssamfundet på prøve, fordi han insisterer på at ville klare sig selv.

## Medvirkende
- Anton